# 蔡国英
蔡国英（1955年9月—），男，汉族，宁夏贺兰人，中华人民共和国政治人物。北京师范大学教育学院教育经济与管理专业毕业，在职研究生学历，管理学博士学位。

## 生平
1973年1月参加工作，1975年12月加入中国共产党。历任宁夏回族自治区教育厅副处长、处长、副厅长、厅长，自治区教育工委书记等职。2008年1月，任宁夏回族自治区政府党组成员、主席助理。2009年1月，任中共宁夏回族自治区党委常委、秘书长。2012年1月，任中共宁夏回族自治区党委常委、宣传部部长。2016年1月，任中共宁夏回族自治区党委常委、宣传部部长兼宁夏回族自治区第十届政协党组副书记、副主席。2017年1月，卸任中共宁夏回族自治区党委宣传部长职务。